# Popis supruga galicijskih vladara
Ovo je popis supruga galicijskih vladara. (Pogledajte također „Popis supruga asturskih vladara“.)

## Dinastija Alfonso
- Elvira Menéndez – supruga Ordoña II.
- Goto Muñiz – supruga Sanča Ordóñeza

## Poveznice
- Supruge leonskih vladara